# Rebollosa
Rebollosa es una localidad del municipio de Herguijuela de la Sierra, en la comarca salmantina de la Sierra de Francia, en la comunidad autónoma de Castilla y León, España. 

## Historia
A mediados del siglo XIX, el lugar contaba con una población censada de 70 habitantes. La localidad aparece descrita en el decimotercer volumen del Diccionario geográfico-estadístico-histórico de España y sus posesiones de Ultramar de Pascual Madoz de la siguiente manera:

REBOLLOSA: ald. agregada al ayunt. de Herguijuela de la Sierra, en la prov. y dióc. de Salamanca (14 leg.), part. jud. de Sequeros (2): sit. en una hondonada á la falda de un cerro, siendo por este lado el primer pueblo de las llamadas Hurdes. Tiene 14 casas, siendo el terr. y sus circunstancias ignates en un todo al de Martin Hebran (V.). pobl.: 16 vec., 70 alm. riqueza y contr.: con su ayunt.
(Madoz, 1849, p. 384)

## Demografía
En 2017 Rebollosa contaba con una población de 30 habitantes, de los cuales 16 eran varones y 14 mujeres (INE 2017).
| Gráfica de evolución demográfica de Rebollosa entre 2000 y 2017                          |
|                                                                                          |
| Fuente: Instituto Nacional de Estadística de España - Elaboración gráfica por Wikipedia. |